# 3-as busz (Keszthely)
A keszthelyi 3-as jelzésű autóbusz az Autóbusz-állomás és a Szendrey telep megállóhelyek között közlekedik. A vonalat a Volánbusz üzemelteti.

## Közlekedése
Csak munkanapokon közlekedik. A járatok többsége csak az Egyetem, kollégium megállóhelyig közlekedik. A Szendrey telepet csak hétfőn, szerdán és pénteken érintik a járatok.

## Útvonala
| Szendrey telep felé | Autóbusz-állomás felé |
| --- | --- |
| Autóbusz-állomás – Mártírok útja – Kossuth Lajos utca – Szent Miklós utca – Bercsényi Miklós utca – Vaszary Kolos utca – Deák Ferenc utca – Sörház utca – Kossuth Lajos utca – Szent Miklós utca – Béri Balogh Ádám utca – Festetics György út – Szendreytelepi út – Szendrey telep | Szendrey telep – Szendreytelepi út – Festetics György út – Kossuth Lajos utca – Szent Miklós utca – Bercsényi Miklós utca – Vaszary Kolos utca – Deák Ferenc utca – Sörház utca – Kossuth Lajos utca – Mártírok útja – Autóbusz-állomás |

## Megállóhelyei
| 3 (Autóbusz-állomás – Szendrey telep) | 3 (Autóbusz-állomás – Szendrey telep) | 3 (Autóbusz-állomás – Szendrey telep) | 3 (Autóbusz-állomás – Szendrey telep) | 3 (Autóbusz-állomás – Szendrey telep) | 3 (Autóbusz-állomás – Szendrey telep) | 3 (Autóbusz-állomás – Szendrey telep)                                             | 3 (Autóbusz-állomás – Szendrey telep) |
| Perc (↓)                              | Perc (↓)                              | Perc (↓)                              | Megállóhely                           | Perc (↑)                              | Átszállási kapcsolatok                | Fontosabb létesítmények                                                           |                                       |
| ------------------------------------- | ------------------------------------- | ------------------------------------- | ------------------------------------- | ------------------------------------- | ------------------------------------- | --------------------------------------------------------------------------------- | ------------------------------------- |
| 0                                     | 0                                     | 0                                     | Autóbusz-állomás                      | 10                                    | 1, 2, 5, 70, C5                       | Keszthely Autóbusz-állomás, Városi strand, Városi sporttelep, Helikon park        |                                       |
| 1                                     | 1                                     | 2                                     | Szent Miklós utca 6.                  | ∫                                     | 2, 70, C5                             |                                                                                   |                                       |
| 3                                     | ∫                                     | 4                                     | Bercsényi utca                        | ∫                                     | 1, 5, 70, C5                          | SPAR, Rendőrség, Pannon Egyetem Georgikon Kar, Tűzoltóság                         |                                       |
| ∫                                     | ∫                                     | ∫                                     | Csók István utca                      | 9                                     | 1, 2, 5, 70                           |                                                                                   |                                       |
| 4                                     | ∫                                     | 5                                     | Sörház utca                           | 8                                     | 1, 2, 5, 70                           | Földhivatal, Fő tér, Várkert, Magyarok Nagyasszonya-templom, Keszthelyi Televízió |                                       |
| 5                                     | ∫                                     | 6                                     | Csók István utca                      | ∫                                     | 1, 2, 5, 70                           |                                                                                   |                                       |
| ∫                                     | ∫                                     | ∫                                     | Bercsényi utca                        | 7                                     | 1, 5, 70, C5                          | SPAR, Rendőrség, Pannon Egyetem Georgikon Kar, Tűzoltóság                         |                                       |
| 6                                     | ∫                                     | ∫                                     | Szent Miklós utca 6.                  | 6                                     | 2, 70, C5                             |                                                                                   |                                       |
| 8                                     | 3                                     | 8                                     | Egyetem, kollégium                    | 4                                     |                                       | Pethe Ferenc Kollégium, Pannon Egyetem Georgikon Kar, Helikon Strand              |                                       |
| ∫                                     | ∫                                     | 10                                    | Szendrey telep                        | 0                                     |                                       | Lovasiskola                                                                       |                                       |